# موراد هاکوبیان
موراد ماکدونی هاکوبیان (ارمنی: Մուրադ Մակեդոնի Հակոբյան؛  ۱۹۵۵ – ۲ اکتبر ۲۰۲۳) یک طراحی رقص اهل ارمنستان است. وی بین سال‌های - تا - میلادی فعالیت می‌کرد.

## زندگی‌نامه
وی در ۱۹۵۵  در ایروان به دنیا آمد . وی همچنین برندهٔ جوایزی همچون چهره فرهنگی شایسته جمهوری ارمنستان شده است. وی در ۲ اکتبر ۲۰۲۳  درگذشت.